# Ferdinand Čatloš
Ferdinand Čatloš (Liptovský Peter, 7 oktober 1895 - Martin, 16 december 1972) was een Slowaaks generaal en minister van Defensie van 1939 tot 1944 tijdens de Tweede Wereldoorlog.

## Leven
Čatloš zat op de Bürgerschule in Liptovský Mikuláš, en later op de handelsacademie in Kežmarok en Dolný Kubín. Hij studeerde later aan de school voor reserveofficieren in Lučenec. In september 1915 raakte hij als vaandrig in het Oostenrijks-Hongaars leger, aan het oostfront in krijgsgevangenschap. In juni 1917 trad hij in Rusland in dienst van het Tsjechisch Legioen. 
Na het ontstaan van Tsjechoslowakije, voltooide hij zijn officiersopleiding in Praag, Milovice en Košice.
Van 1925 tot 1926 werkte hij het voor de minister van Defensie van Tsjechoslowakije, in militaire inlichtingen. Vervolgens werkte van 1926 tot 1927, als vertegenwoordiger van de militair attaché in Boedapest. Daarna was hij van 1927 tot 1930, stagiaire aan de militaire hogeschool in Praag. Vanaf oktober 1938 was Čatloš de leider van de militaire kanselarij van de autonome Slowaakse landsregering en plaatsvervangend opperbevelhebber van de in Slowakije opererende Tsjechoslowaakse strijdkrachten.

### Slowaaks minister van Defensie
In 1939 werd Čatloš tot generaal en minister van Defensie van de Eerste Slowaakse Republiek benoemd, en was daarmee de enige evangelische minister in de regering. Čatloš begon onmiddellijk met een fundamenten voor het nieuwe Slowaakse leger, die zichzelf al moest bewijzen in de eerste dagen na de Slowaakse onafhankelijkheidsverklaring in de Slowaaks-Hongaarse Oorlog. In september 1939 en juni 1941 gaf hij als Slowaakse minister van Defensie leiding aan de Slowaakse troepen in de Poolse Veldtocht en de Operatie Barbarossa.
Tussen 1940 en 1944 groeide Čatloš in Slowakije, in de militaire en publieke kringen uit tot een gerespecteerd autoriteit. Čatloš was zins het voorjaar van 1941 tot en met de zomer van 1944 een van de naaste vertrouwelingen van president Jozef Tiso. Als door het Slowaakse Nationalsocialisten gecontroleerde Hlinka-Garde op 8 januari 1941 in Bratislava een poging tot een staatsgreep tegen de president en zijn katholieke-conservatieve (gematigde) partijvleugel wilde ondernemen, Čatloš liet meteen presidentiële wacht versterken en heronderzocht de loyaliteit van de hoofdcommissarissen van politie en bereidde het leger op het slechtste geval voor.
De klare overgang van Čatloš naar de zijde van Jozef Tiso en zijn katholieke-conservatieve (gematigde) partijvleugel was een hoofdreden, waarom de herschikking van de ministerposten door de radicale minister-president Vojtech Tuka niet tot stand kwam. Čatloš uitte zich later als volgt over de situatie:
"Ik heb toen met het leger een staatsgreep weten te verhinderen, en Tiso heeft mij daarvoor uit dankbaarheid vertrouwd en wilde dat ik tegemoet kwam met Tukas en Hitlers verzoek om tegen de opstand van 1944 niet te verzetten."

### Opstandsplan 1944
In 1944 werkte hij zelfstandig een plan uit, het zogenaamde Čatloš-memorandum. Hierin stond beschreven dat bij de nadering van het Rode Leger aan de Slowaakse grenzen een militaire dictatuur uitgeroepen moest worden. Verdere onderdeel van het plan was de vergemakkelijking van de opmars van het Rode Leger in Slowakije. Dat memorandum stuurde hij ook naar de leiding van de illegale communistische partij van Slowakije.
Voor de aflevering van het plan aan de communisten, stelde Čatloš een vliegtuig ter beschikking. Die op 4 augustus 1944 naar Moskou vloog, samen met een delegatie van de Slowaakse Nationale Raad onder leiding van Karol Šmidke.
Na de Slowaakse Nationale Opstand en door de Duitse druk, veroordeeld Čatloš in een radiotoespraak de opstand en verkondigde onder andere:
"De partizanen zijn de grootste vijanden van het vrije en rustige Slowakije. Wie het met hen eropna houdt, is een verrader van zijn stam en vaderland. Met de hulp van het Duitse leger moge een ieder dappere Slowaak heldhaftig tegen hen trekken." 
Čatloš liet weliswaar eenheden in Bratislava voor de strijd tegen de opstandelingen mobiliseren, maar reisde echter op 2 september 1944 al af naar het gebied van de opstandelingen, en was daarmee de enige minister van de Slowaakse regering in dienst van de leiders van de opstand. Maar Čatloš werd door hen afgewezen, en er was ook geen mogelijk tot radiotoespraak waarin hij de Slowaakse soldaten wilde oproepen om zich bij de opstand aan te sluiten. Op 13 september 1944 werd hij gearresteerd en naar de Sovjet-Unie gedeporteerd, waar hij geïnterneerd werd.
Na de oorlog, werd hij in 1947 door een Tsjechoslowaakse volksgerecht tot 5 jaar gevangenisstraf veroordeeld, maar werd begin 1948 al vroegtijdig weer vrijgelaten. Hij werkte de laatste jaren van zijn leven als administratief medewerker.

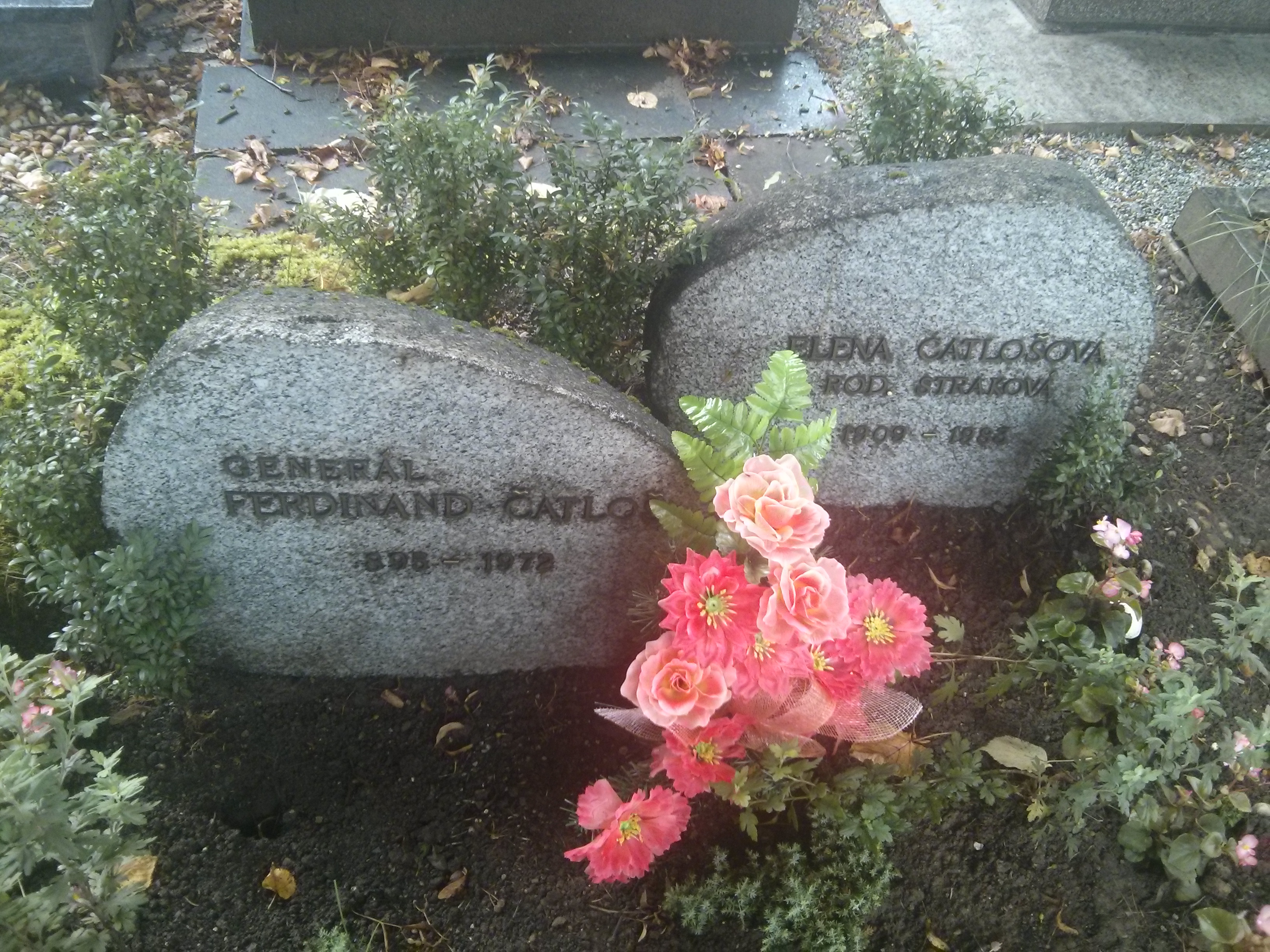
Het graf van Čatloš en zijn vrouw.

## Militaire carrière
Oostenrijks-Hongaars leger
- Vaandrig (Hadapród-Tiszthelyettes): september 1915[3]

Tsjechisch leger
- Kapitein (Kapitán): 1920
- Luitenant-kolonel: 1 januari 1935[4]
- Luitenant-generaal (Divízny generál):
- Generaal (Generál): 1 april 1939 - 17 mei 1939

## Onderscheidingen
- Orde van het Oorlogskruis 1e Klasse met Ster
- IJzeren Kruis 1939, 1e Klasse en 2e Klasse in september 1939[5]
- Kruis van Verdienste van de minister van Defensie (Záslužný kříž ministra obrany České republiky)[5]
- Eerste Klasse van de Orde van Verdienste van de Duitse Adelaar (zonder zwaarden) op oktober 1941[5]
- Orde van Michaël de Dappere, 1e Klasse en 2e Klasse (29 juli 1942)[5]
- Medaile Za zásluhy, 2e Klasse en 3e Klasse[5]
- Overwinningsmedaille[5]
- Gezamenlijke Piloot-Observatiebadge in Goud met Diamanten[5]
- Medaille van de Revolutie[5]